# Tantilla robusta
Tantilla robusta – gatunek węża z rodziny połozowatych (Colubridae). Endemit Meksyku.

## Systematyka
Węże te zaliczane są do rodziny połozowatych, do której zaliczano je od dawna. Starsze źródła również umieszczają Tantilla w tej samej rodzinie Colubridae. Używają jednak dawniejszej polskojęzycznej nazwy wężowate czy też węże właściwe, poza tym Colubridae zaliczają do infrapodrzędu Caenophidia, czyli węży wyższych. W obrębie rodziny rodzaj Tantilla należy do podrodziny Colubrinae.

## Rozmieszczenie geograficzne
Tantilla robusta nieznana jest z jakiejkolwiek innej lokalizacji poza tą, w której ją pierwotnie opisano. Napotkano ją w leżącym na wysokości około 800 m nad poziomem morza Octimaxal Norte na północy stanu Puebla w Meksyku na plantacji kawy, co wskazuje, że węże te potrafią przetrwać w środowisku zmienionym przez człowieka. Obszar ten porastały w przeszłości lasy mgliste.

## Cykl życiowy
Jest to zwierzę jajorodne.

## Zagrożenia i ochrona
Gatunek znany jest wyłącznie z holotypu, a więc nie jest znana liczebność jego populacji ani jej trend.
Zagrożenia dla tego gatunku są słabo poznane. Możliwe, że transformacja siedlisk przez człowieka wpłynęła w przeszłości na populację tego gatunku.